# Tim Frazier
Tim Frazier (Houston, 1º novembre 1990) è un cestista statunitense.

## Palmarès
- NBDL MVP (2015)
- NBA Development League Rookie of the Year Award (2015)
- All-NBDL First Team (2015)
- All-NBDL All-Defensive Second Team (2015)
- All-NBDL All-Rookie First Team (2015)